# Josip Jernej
Josip Jernej (* 7. Juli 1909 in Gorizia; † 20. März 2005 in Zagreb) war ein kroatischer Romanist, Italianist und Lexikograf.

## Leben und Werk
Jernej, der in einem viersprachigen Umfeld aufwuchs (italienisch, slowenisch, kroatisch und deutsch), studierte in Padua, Florenz und Zagreb, wurde Mitarbeiter von Mirko Deanović (1890–1984, Begründer der kroatischen Italianistik), Dozent und schließlich sein Nachfolger auf dem Lehrstuhl für Italienisch der Universität Zagreb.

## Weitere Werke
- (mit Mirko Deanović): Džepni talijansko-hrvatski rječnik, Zagreb 1944.
- (mit Mirko Deanović): Hrvatskosrpsko-talijanski rječnik/Vocabolario croato-serbo italiano [Serbokroatisch-Italienisches Wörterbuch], Zagreb 1956 (1168 Seiten); 9. Auflage 1994 (1134 Seiten).
- (mit Mirko Deanović) Rječnik talijansko-hrvatskosrpski/Vocabolario italiano-croatoserbo [Italienisch-Serbokroatisches Wörterbuch], Zagreb 1960 (914 Seiten); 14. Auflage 2002 (1093 Seiten).
- Fonetica italiana e nozioni di metrica, Zagreb 1964.
- (mit Moritz Regula): Grammatica italiana descrittiva su basi storiche e psicologiche, Bern/München 1965, 1975.
- Elementi di lessicologia e semantica, Zagreb 1965.